# Jessica Wild
Jessica Wild, nombre artístico de José David Sierra, es una drag queen, maquilladora y personalidad de telerrealidad puertorriqueña, conocida por ser concursante de la segunda temporada de RuPaul's Drag Race.

## Biografía
Wild nació en San Juan pero se crio en Caguas, Puerto Rico. Es el menor de tres hermanos. Comenzó su carrera como drag queen en locales gay de San Juan como Krash (también conocido como Eros) y Starz. Su nombre drag proviene de una chica con la que salió cuando era adolescente y "Wild" viene de sus increíbles actuaciones de baile.

## Televisión
Wild ganó una votación en línea para convertirse en miembro del reparto de la segunda temporada de la popular serie de telerrealidad de Logo, RuPaul's Drag Race, que se estrenó en la cadena en febrero de 2010. Fue eliminada en el séptimo episodio de la temporada, que se emitió por primera vez el 22 de marzo de 2010.
Además de su participación en RuPaul's Drag Race, Wild (junto con la concursante de la primera temporada Nina Flowers) ha actuado en el popular programa de televisión puertorriqueño Objetivo Fama, que se emite en todo Estados Unidos y América Latina. También ha hecho apariciones en No te Duermas y otros programas y especiales de la televisión local. Apareció en un anuncio de Absolut Vodka entre una serie con otras reinas de la segunda temporada en 2011. En agosto de 2015, Wild, junto con otras 29 Drag Queens, actuó en directo con Miley Cyrus en los MTV VMAS.
En 2022, Jessica Wild apareció en la actuación de Jennifer Lopez en los iHeartRadio Music Awards 2022.

## Música
Desde que apareció en RuPaul's Drag Race, Wild apareció en un vídeo musical del popular grupo de reggaeton Calle 13, y recibió ofertas para grabar un álbum de música dance/techno. Ha actuado en directo con el grupo de rock puertorriqueño Rebeldía.
En enero de 2011, Wild (en colaboración con DJ Ranny) lanzó su primer sencillo de baile "You Like it Wild", que está disponible para su compra a través de iTunes y muchos sitios de música comercial. El sencillo debutó en el número cuarenta y dos de la lista Billboard Hot Dance Club Songs, antes de llegar al número treinta. Además, grabó un dúo con el cantante mexicano Fedro titulado "Maquillaje", que forma parte del nuevo disco del cantante. También ha actuado en el escenario juntó con la cantante mexicana Gloria Trevi.
En julio de 2021, Wild volvió a RuPaul's Drag Race: All Stars (temporada 6) como lip sync assassin y ganó la sincronía de labios contra Jan.

## Filmografía

### Televisión
| Año  | Título                                               | Papel      | Notas                                  |
| ---- | ---------------------------------------------------- | ---------- | -------------------------------------- |
| 2010 | RuPaul's Drag Race (temporada 2)                     | Ella misma | Concursante (sexto lugar)              |
| 2010 | RuPaul's Drag Race: Untucked                         | Ella misma | Concursante                            |
| 2015 | Hey Qween!                                           | Ella misma | Invitada                               |
| 2015 | Skin Wars                                            | Ella misma | Invitada                               |
| 2016 | Watch What Happens Live with Andy Cohen              | Ella misma | Invitada                               |
| 2018 | RuPaul's Drag Race (temporada 10)                    | Ella misma | Invitada - Episodio 1                  |
| 2019 | The Q Agenda                                         | Ella misma | Episodio: "Jessica Wild / Luis Suarez" |
| 2021 | RuPaul's Drag Race: All Stars (temporada 6)          | Ella misma | "Lip-Sync Assassin", episodio 4        |
| 2021 | RuPaul's Drag Race All Stars: Untucked (temporada 3) | Ella misma | "Lip-Sync Assassin", episodio 4        |

### Series web
| Año  | Título               | Papel      | Notas                                   | Ref.   |
| ---- | -------------------- | ---------- | --------------------------------------- | ------ |
| 2017 | Fashion Photo Ruview | Ella misma | Invitada, copresentadora                | [ 17 ] |
| 2018 | Bootleg Opinions     | Ella misma | Invitada, presentado por Yuhua Hamasaki | [ 18 ] |
| 2020 | Dragueando           | Ella misma | Invitada                                | [ 19 ] |

## Discografía
Sencillos
| Año  | Título           | Notas                                |
| ---- | ---------------- | ------------------------------------ |
| 2011 | You Like It Wild | Billboard Hot Dance Club Songs - #30 |
| 2013 | Absolutely       |                                      |